# 齊藤梨繪
齊藤梨繪（日语：／ Saitō Rie，1978年7月26日—）是日本女性聲優。北海道出身。血型O型。

## 演出作品

### 電視動畫
※粗體字為主要角色
2002年
- ふぉうちゅんドッグす（愛麗絲）
- 魔王但丁（火炎神）
- ワイルド7 another -謀略運河-（終電）

2004年
- 犬夜叉（奧女中）
- 銀河鐵道物語（艾伊莉安·薩馬）
- 超變身巫女祈鬥士（生田皐月、宮古裕恵）
- 忘卻的旋律（紅髪少女）
- 棒球大聯盟（女子之母）
- 烘焙王（東稻穗）

2005年
- 學園愛麗絲（冷帽子君）
- 我們的仙境（水無月真晝）

2006年
- 死亡代理人（莉露·梅亞）
- 結界師（雪村時音）
- 可愛巧虎島（圖書館職員的姐姐）
- 爆球Hit! 轟烈彈珠人（神取美鷹）

2007年
- 電腦線圈（大智）

2008年
- 死後文（女記者）

2010年
- 超級機械人大戰OG -The Inspector-（安西 繪理）

2014年
- 牙狼〈GARO〉-炎之刻印-（法娜）

### 遊戲
- 超級機器人大戰Z（茲涅·艾絲皮歐）
- 陸行鳥不可思議的迷宮 忘卻時間迷宮（弗雷伊安）
- 夢幻之星隨身版（瑪雅·西朵、瑪那）
- 夢幻之星 新宇宙（瑪雅·西朵、瑪那）
- 夢幻之星 新宇宙 伊爾米那斯的野心（瑪雅·西朵、瑪那）
- 結界師 系列（雪村時音）
  - 結界師 烏森妖奇談
  - 結界師 黒芒樓之影
  - 結界師 黒芒樓襲来
- 義經英雄傳（靜御前）
- 義經英雄傳修羅（靜御前）
- *真·三國無雙 blast （樊玉鳳）

### 網路廣播
- 超級機戰OG網路廣播 うますぎWAVE

## 外部連結
- Office PAC官方檔案 （页面存档备份，存于）
- 超級機器人大戰官方BLOG「熱血!必中!スパログ!」 （页面存档备份，存于）